# Municipio de Franklinville
El municipio de Franklinville (en inglés: Franklinville Township) es un municipio ubicado en el  condado de Randolph en el estado estadounidense de Carolina del Norte. En el año 2010 tenía una población de 10.080 habitantes.

## Geografía
El municipio de Franklinville se encuentra ubicado en las coordenadas 35°45′18.49″N 79°44′11.11″O / 35.7551361, -79.7364194.